# NOD SCID
NOD SCID bezeichnet ein Mausmodell, das in der biologischen Forschung – insbesondere in der Krebs- und Diabetesforschung – breite Anwendung findet.
In diesem Modell wird die SCID-Mutation (englisch Severe Combined Immunodeficiency, schwerer kombinierter Immundefekt) mit einem NOD (englisch Non-Obese Diabetic, Nicht-fettleibig-diabetisch)-Typ kombiniert. Bei Tieren, die homozygot für die SCID-Mutation sind, bilden sich keine funktionellen T-Zellen oder B-Zellen. Durch diesen Immundefekt sind diese Tiere hervorragend geeignet um körperfremde Zellen, z. B. transplantierte Tumoren oder T-Zellen, zu tolerieren.
Durch den NOD-Hintergrund eignen sich diese Tiere auch sehr gut für die Untersuchung von Diabetes mellitus Typ I.